# 788-й отдельный разведывательный артиллерийский дивизион
788-й отдельный разведывательный артиллерийский дивизион Резерва Главного Командования — воинское формирование Вооружённых Сил СССР, принимавшее участие в Великой Отечественной войне.
Сокращённое наименование — 788-й орадн РГК.

## История
Сформирован на базе разведывательного артиллерийского дивизиона 12-го гв. пап 27  апреля 1942 года года в составе 55-й армии Ленинградского фронта.
В действующей армии с 27.04.1942 по 18.11.1942.
В ходе Великой Отечественной войны вёл артиллерийскую разведку в интересах артиллерии соединений 55-й армии Ленинградского фронта.
18 ноября 1942 года приказом НКО СССР № 365 от 18.11.42г. преобразован в 3-й отдельный гвардейский разведывательный артиллерийский дивизион . 

## Подчинение
. 

| Дата                 | Фронт               | Армия      | Корпус | Дивизия | Бригада | Примечания |
| -------------------- | ------------------- | ---------- | ------ | ------- | ------- | ---------- |
| 27.04.42 -18.11.42г. | Ленинградский фронт | 55-я армия | -      | -       | -       | -          |

## Командование дивизиона
Командир дивизиона
- гв. капитан Андреев Дмитрий Тимофеевич

Начальник штаба дивизиона
- ст. лейтенант Кропта Яков Семенович

Военный комиссар дивизиона
- политрук Левин Давид Иосифович